# Classics II
Albums de Era
Classics
(2009) Arielle Dombasle By Era
(2013)
Classics II est le 6e album du groupe Era, sorti en 2010. Il fait suite à Classics, sorti un an auparavant.

## Liste des pistes
| N° piste | Titre            | Durée | Commentaire                                                          |
| -------- | ---------------- | ----- | -------------------------------------------------------------------- |
| 01       | Ave Paternum Deo | 4:04  | Inspiré par le Canon de Johann Pachelbel                             |
| 02       | Madeus           | 4:13  | Inspiré par le Requiem de Wolfgang Amadeus Mozart                    |
| 03       | Abbey Road Blues | 4:37  | Inspiré par l'"Adagio d'Albinoni" de Remo Giazotto                   |
| 04       | A Brand New Day  | 4:34  | Inspiré par la Suite pour Violoncelle N° 1 de Johann Sebastian Bach  |
| 05       | Voxifera         | 3:48  | par Éric Lévi                                                        |
| 06       | Prelude          | 3:25  | par Éric Lévi                                                        |
| 07       | I'm No Angel     | 4:32  | Inspiré par la Sonate au clair de lune de Ludwig van Beethoven       |
| 08       | Journey          | 4:01  | Inspiré par Rinaldo - Lascia Ch'io Pianga de Georg Friedrich Haendel |
| 09       | Thunder Flash    | 4:49  | Inspiré par le Concerto pour violon n°1 de Piotr Ilitch Tchaïkovski  |
| 10       | Outro Madeus     | 0:45  | par Éric Lévi                                                        |